# 멜레스 제나위
멜레스 제나위(티그리냐어: መለስ ዜናዊ ኣስረስ [mɐllɐs zenawi asrɐs] 말라스 제나위 아스라스, 암하라어: መለስ ዜናዊ 멀러스 제나위, 1955년 5월 8일~2012년 8월 20일)는 에티오피아의 10대 총리이다. 1896년 아두와 전투의 격전지였던 아두와에서 태어났다.
에티오피아 인민 민주 혁명 전선(EPRDF)의 당원이었던 그는 멩기스투의 독재가 끝낸 1991년에 대통령으로 취임했으며, 1995년에 네가소 기다다에게 대통령 직을 승계했다. 같은 해, 총리가 되었으며, 2012년 사망할때까지 총리직을 역임했다.
그는 2006년에 소말리아 내전에 개입해 모가디슈 함락전과 제3차 모가디슈 전투를 벌이기도 했다.

## 같이 보기
- 기르마 월데기오르기스
- 하일레 셀라시에